# Castiarina kerremansi
Castiarina kerremansi es una especie de escarabajo del género Castiarina, familia Buprestidae. Fue descrita científicamente por Blackburn en 1890.